# Peter Roose
Peter Roose (Veurne, 31 juli 1969) is burgemeester van Veurne en voormalig Belgisch volksvertegenwoordiger.

## Levensloop
Roose promoveerde in 1991 tot licentiaat in de politieke wetenschappen aan de Universiteit Gent en behaalde tevens een diploma in overheidsmanagement en bestuurskunde. Beroepshalve werd hij bediende.
Hij werd lid van de SP. Voor deze partij werd hij in oktober 1994 gemeenteraadslid en OCMW-raadslid van Veurne. 
Van juni 1995 tot april 1998 zetelde Roose in de Kamer van volksvertegenwoordigers voor de kieskring Veurne-Diksmuide-Ieper-Oostende ter vervanging van toenmalig minister van Binnenlandse Zaken Johan Vande Lanotte. Als Kamerlid specialiseerde hij zich in het spoorwegenbeleid en verdedigde hij de belangen van de Westhoek. Nadat Vande Lanotte in april 1998 aftrad als minister, nam hij zijn zetel in de Kamer opnieuw in en verdween Roose uit het parlement. 
Nadien werkte hij zes maanden lang op het kabinet van toenmalig minister van Vervoer Michel Daerden, waarna hij verhuisde naar het kabinet van toenmalig staatssecretaris van Veiligheid, Maatschappelijke Integratie en Leefmilieu Jan Peeters. Vervolgens werkte hij nog voor vicepremier Johan Vande Lanotte en de Vlaamse minister van Mobiliteit Gilbert Bossuyt, voor wie vervolgens als parlementair medewerker werkte. Van 2009 tot 2012 was hij vervolgens stafmedewerker bij het socialistische ziekenfonds Bond Moyson.
In 2012 won de Sp.a de gemeenteraadsverkiezingen in Veurne door 7 van de 21 zetels in de gemeenteraad te behalen. Na deze verkiezingen onderhandelde Sp.a met de CD&V van uittredend burgemeester Jan Verfaillie. Na afloop van de onderhandelingen werd Roose de eerste socialistische burgemeester van Veurne. Ook na de gemeenteraadsverkiezingen van 2018 bleef hij burgemeester aan het hoofd van een coalitie van dezelfde partijen.
Bij de verkiezingen van oktober 2024 werd de lijst van Roose tweede bij de gemeenteraadsverkiezingen, maar desalniettemin kon hij burgemeester blijven door een coalitie te vormen met de lokale partij VoeVeurne. De lijst Team8630, een kartel van CD&V en N-VA dat als grootste uit de bus was gekomen, diende echter een klacht in bij de Raad voor Verkiezingsbetwistingen omdat Peter Roose in een brief aan kiezers actief volmachten zou hebben geronseld, wat strafbaar is. Ook het parket opende een onderzoek hieromtrent. Nadat de Raad voor Verkiezingsbetwistingen eind december 2024 de klacht van Team8680 had verworpen, bij gebrek aan gedegen bewijs dat het ronselen van de volmachten het resultaat van de verkiezingen had beïnvloed, kon het nieuwe gemeentebestuur op 7 januari 2025 ingezworen worden.
Ook was hij van december 2000 tot december 2018 provincieraadslid van West-Vlaanderen, een functie die hij van september 2020 tot december 2024 opnieuw uitoefende. Van 2003 tot 2018 was hij er fractieleider voor zijn partij.